# アッセン
アッセン（蘭: Assen [ˈɑsə(n)] ( 音声ファイル)）はオランダ ドレンテ州の州都である基礎自治体（ヘメーンテ）。フローニンゲンの南西24km、アムステルダムの北東130kmに位置する。
繊維、印刷業などの軽工業と観光業などのサービス業が盛んで、各種医療機関が集中するドレンテ州の医療の中心でもある。

## 歴史
郊外に新石器時代の遺跡が残されており、街の博物館に先史時代の発掘物が展示されている。1258年にクーフォルデンからシトー派のSancta Maria de Campe修道院が移転するにあたって、氷期に形成された砂層（dekzand）で排水に優れていたこの地が選ばれたのが、ここに現在に繋がる町が形成された始まりである。当時開削された運河のほとんどは埋め立てられたが、現在でもGedempte Singel, Noordersingel, Oostersingel en Zuidersingelなどの道路名として残っているところがある。1602年に修道院は閉鎖され、建物は現在では公立大学の施設の一部などとして残っている。17世紀に入って、300m四方程度の町が形成された。町がこの範囲を超える発展を見せたのは18世紀に入ってからである。当時、この地域では比較的裕福な町として知られており、白い邸宅などが現在まで残っている。また、ルイ・ボナパルトがアッセンを避暑地としたことでも知られる。1809年にはオランダでは最も遅い時期に都市権を獲得したが、当時の社会情勢では形式的なものに過ぎなかった。18世紀に作られたイタリアの建築家カルロ・ジョバンニ・フランセスコ・ジュデッチによる都市計画は、ほとんど実行されなかった。1814年にドレンテ州の州都になった。

## 観光
- ドレンテ博物館（英語版） - 1885年から1973年まで議事堂として使われたネオ・ルネッサンス様式の建物が、現在では地域の考古学資料を展示する博物館となっている[2]。
- TTサーキット・アッセン - アッセン郊外にあるサーキット場で、ロードレース世界選手権、FIM世界耐久選手権などのオートバイのレースが開催される。

## 交通
道路
ユトレヒトとフローニンゲンを結ぶ高速道路A28が自治体を通過している。
鉄道
オランダ鉄道のアッセン駅より、アムステルダム方面へはインターシティが1時間に2本（デン・ハーグ中央駅またはスキポール空港駅行き）、ズヴォレ行きインターシティが1時間に1本、フローニンゲン行きが1時間に3本、それぞれ運行されている。アムステルダム南駅までの所要時間は2時間10分ほどである。
水運
ノールト・ヴィレム運河によりフローニンゲンを経由して北海と、ドレンテ運河によりメッペルを経由してアイセル湖と結ばれている。

## 姉妹都市
- ポズナン、ポーランド
- バート・ベントハイム（ドイツ語版）、ドイツ